# Тиа Мария
Тиа Мария (исп. Tía María, «Тётя Мария») — крепкий ямайский ликёр, изготавливаемый из ямайского рома, специального сорта кофе (Блу-Маунтинс), выращенного на Ямайке, сахара и ванили.
«Тиа Мария» является одним из самых известных кофейных ликёров наряду с Kahlúa. Производство этого ликёра имеет более чем 300-летнюю историю.
С 1 августа 2012 года дистрибьютором стал Kobrand.

## Употребление напитка

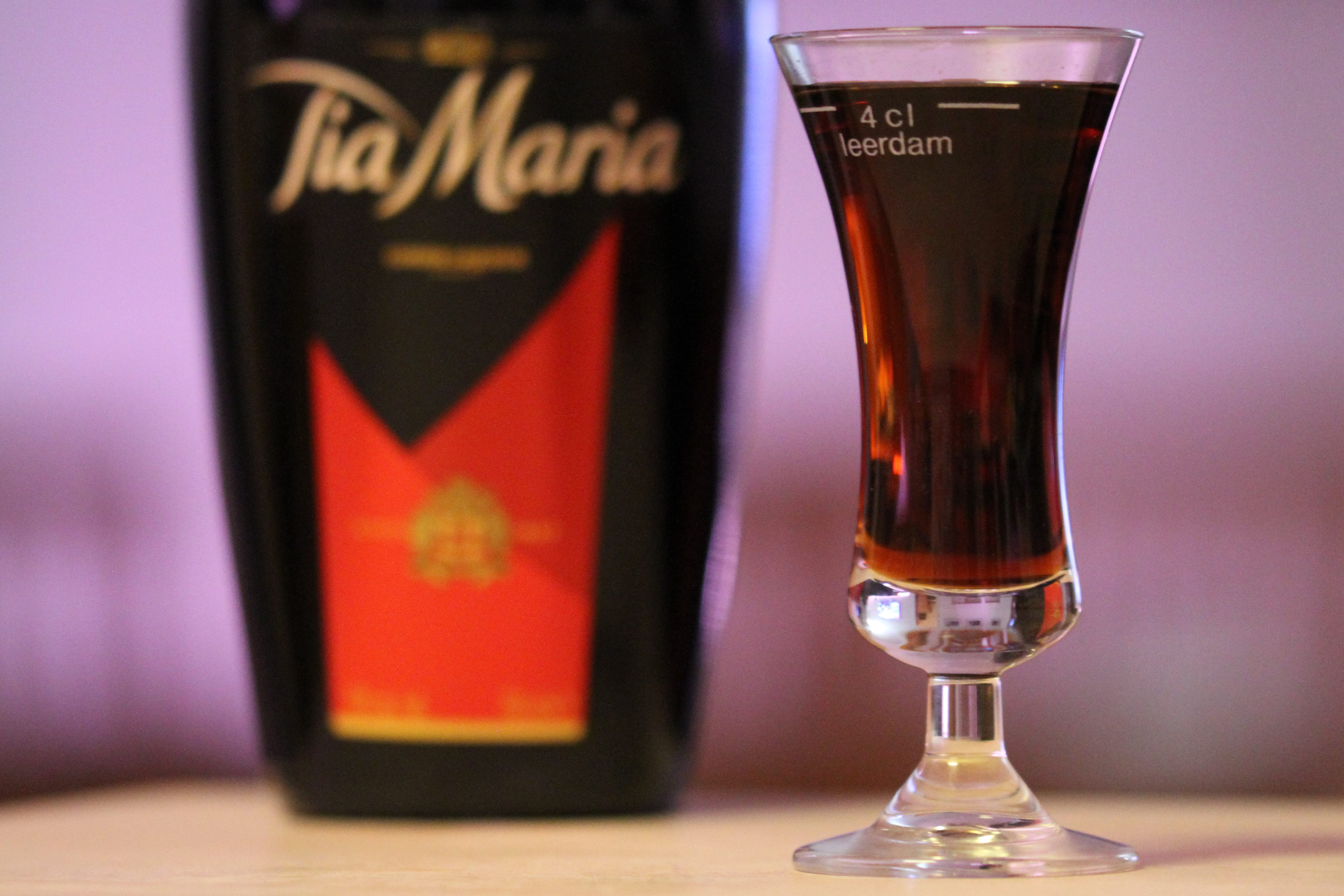
Тиа Мария – тёмный кофейный ликёр крепостью 20%

Употребляется в чистом виде, либо используется для приготовления коктейлей (например «Сердцеед»), добавляется в различные напитки, например, в барракито.